# Letizia Murat

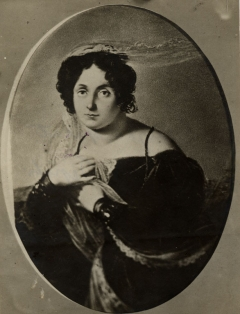
Letizia Pepoli, Schwarz-Weiß-Wiedergabe eines Gemäldes aus dem 19. Jahrhundert

Marie Letizia Joséphine Annonciade Murat, ab 1823 Letizia Murat Pepoli (* 25. April 1802 in Paris; † 12. März 1859 in Bologna), war die älteste Tochter des französischen Offiziers Joachim Murat und dessen Ehefrau Caroline Bonaparte sowie Nichte Napoleons I. Als solche wurde sie 1804 eine kaiserliche und königliche Prinzessin von Frankreich, 1806 eine Prinzessin von Kleve und Berg sowie Äbtissin von Elten und 1808 eine Prinzessin von Neapel. Nachdem sie 1823 den Fürsten Guido-Taddeo Pepoli (1789–1852) geheiratet hatte, der als Bürgermeister von Bologna eine kommunalpolitische Laufbahn im Kirchenstaat beschritt, unterstützte sie als Salonnière dessen politische Karriere. Dies trug ihr den Beinamen La Regina di Bologna ein.

## Leben

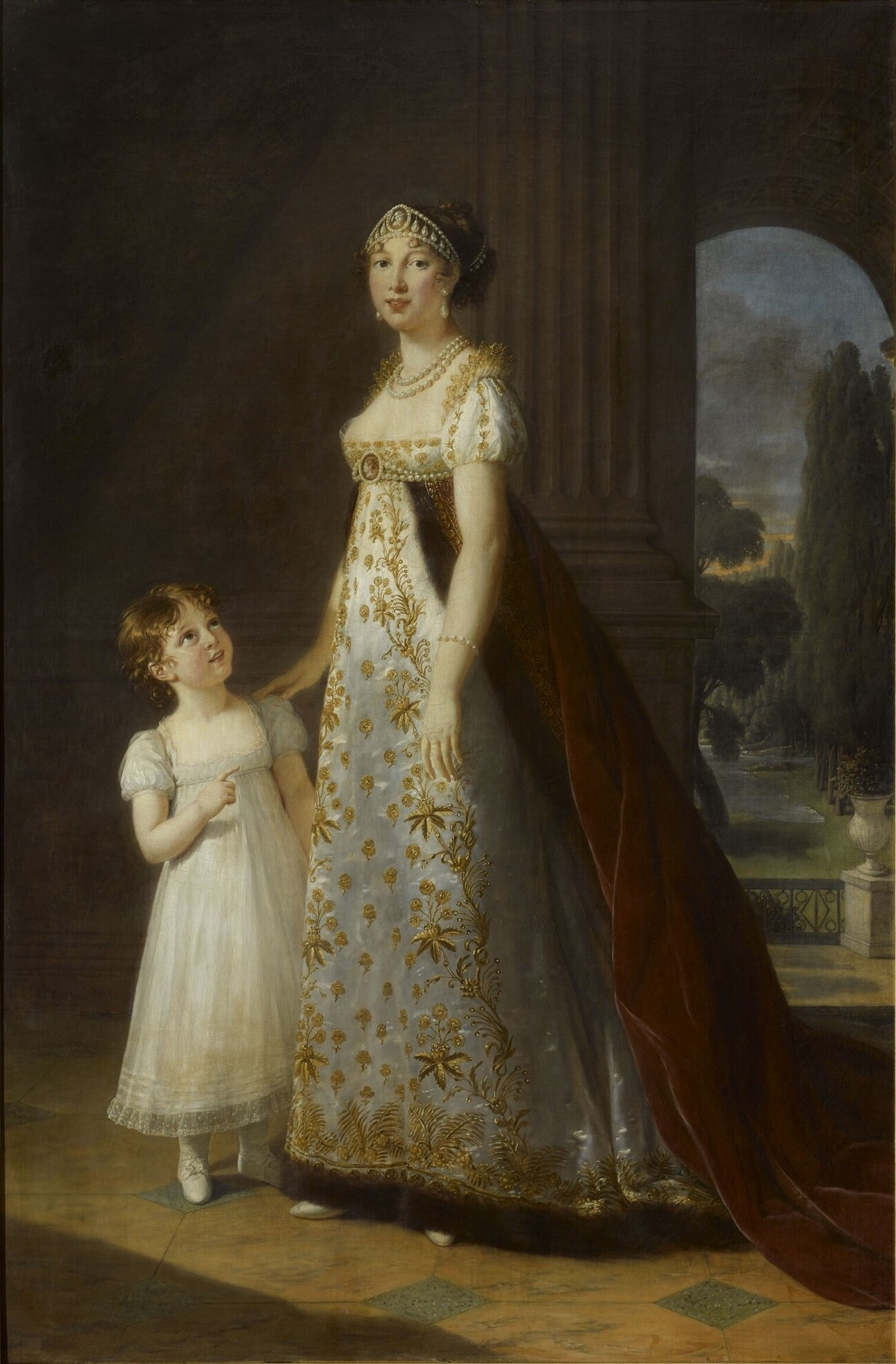
Letizia mit ihrer Mutter, der Großherzogin Caroline, 1807, Gemälde von Élisabeth Vigée-Lebrun

Letizia war das zweitälteste von vier Kindern und älteste Tochter ihrer Eltern. Ihre Brüder waren Napoléon Achille und Napoléon Lucien, ihre jüngere Schwester war Louise Julie  (1805–1889). Ihr Rufname war eine Reverenz an ihre Großmutter Letizia Buonaparte. Sie und ihre Geschwister wuchsen in Paris auf und blieben dort auch, als ihr Vater 1806 von Kaiser Napoleon, ihrem Onkel, zum Großherzog von Kleve und Berg erhoben worden war. In dieser Zeit wurde Letizia durch kaiserliches Dekret der Titel einer Äbtissin von Elten verliehen, eines vormals reichsunmittelbaren Territoriums, das am 28. Oktober 1806 vom Großherzogtum in Besitz genommen worden war. Als ihr Vater 1808 den Thron des Königreichs Neapel bestieg, verließ die Familie den zuvor bewohnten Élysée-Palast in der französischen Hauptstadt, um in den Palazzo Reale von Neapel einzuziehen. Während ihr Vater nach der Abdankung Napoleons 1815 den Versuch unternahm, den Thron zurückzugewinnen, dabei scheiterte und auf Befehl Ferdinands I. schließlich erschossen wurde, war sie mit ihrer Mutter und ihren Geschwistern nach Triest gezogen. Dort, im Hoheitsbereich des Kaisertums Österreich, erhofften sie sich Hilfe von Österreichs Staatsmann Klemens Wenzel Lothar von Metternich, mit dem ihre Mutter vor Jahren in dessen Pariser Botschafterzeit eine Affäre gehabt hatte. Eine Weile wohnten sie nahe der Stadt in der Villa Campo Marzo. Der Wiener Kongress entzog ihrer Familie 1815 das Recht, die früheren Titel zu führen und nach Frankreich zurückzukehren. Daher erwarb ihre Mutter als Wohnsitz 1817 das Schloss Frohsdorf in Niederösterreich.
Am 27. Oktober 1823 heiratete Letizia den Marchese Guido-Taddeo Pepoli, den Grafen von Castiglione und Spross einer alten Familie des Bologneser Stadtadels. Das Paar, das in einem Palast in der Via Castiglione in Bologna sowie in der Villa della Palata bei Bologna lebte, hatte vier Kinder, die drei Töchter Carolina (1824–1892), Elisabetta (1829–1892) und Paolina (1831–1916) sowie den Sohn Gioacchino Napoleone. Letizia war viel auf Reisen und unterhielt einen Salon, in dem es nicht nur um Kunst und Kultur ging, sondern auch um politische Angelegenheiten. Die französische Salonnière Julie Récamier schrieb nach einem Treffen in Rom über sie: „Wir waren fasziniert von der Marquise Pepoli; ich fand sie schön, witzig und vollkommen natürlich.“

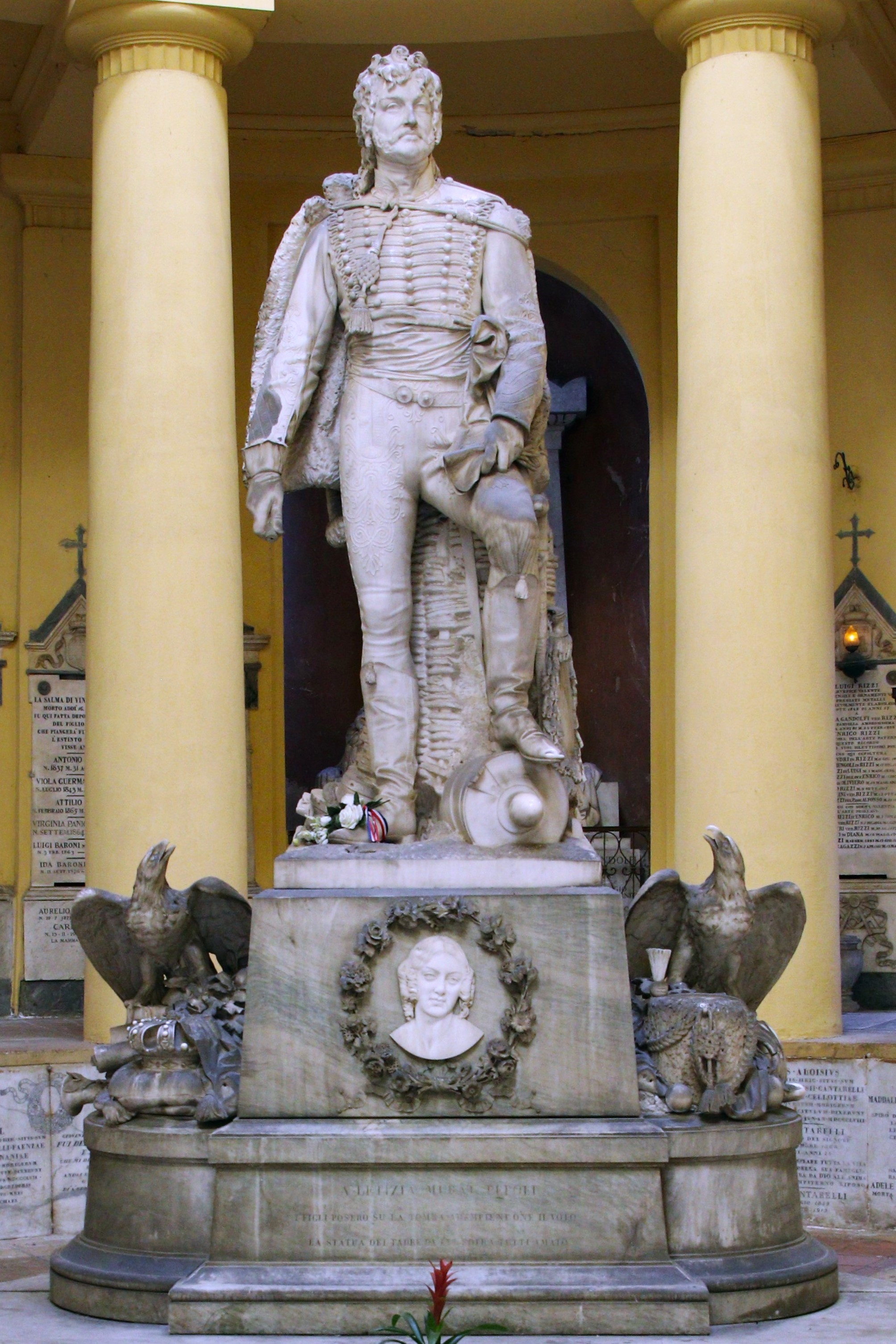
Standbild von König Joachim Murat von Neapel mit Porträt seiner Tochter Letizia im Sockel, Vincenzo Vela, 1855/1864, Cimitero Monumentale della Certosa di Bologna

Begünstigt durch Letizias Familienbeziehungen – ihre Cousine, die Nichte und das gemeinsam mit ihr aufgezogene Mündel ihres verstorbenen Vaters, Antoinette Murat, war seit 1831 Fürstin von Hohenzollern-Sigmaringen – wurde ihr Sohn Gioacchino im Alter von 18 Jahren mit Antoinettes Tochter vermählt, der fünf Jahre älteren Prinzessin Friederike von Hohenzollern-Sigmaringen. Gioacchino war wie seine Eltern politisch ambitioniert und machte in den 1860er Jahren auf verschiedenen Posten eine schillernde politische Karriere. Zu seinem Ansehen trug bei, dass der Cousin seiner Mutter, Napoleon III., von 1848 bis 1870 französisches Staatsoberhaupt, und sein Schwager, Karl Anton von Hohenzollern-Sigmaringen, von 1858 bis 1862 preußischer Ministerpräsident war.
Letizia starb im Alter von 56 Jahren nach langer Krankheit in Bologna. Dort wurde sie auf dem Cimitero Monumentale della Certosa di Bologna bestattet. Zu ihrem Gedenken ordnete ihr Cousin, der französische Kaiser Napoleon III., eine zehntägige Trauer an. Auf ihrem Grab erhebt sich das in vielen Reiseführern des 19. Jahrhunderts erwähnte, bereits 1855 von Vincenzo Vela entworfene, überlebensgroße Marmor-Standbild ihres Vaters, des Königs Joachim Murat von Neapel in Husarenuniform als „propugnatore dell’italica independenza“ (‚Vorkämpfer der italienischen Unabhängigkeit‘), das man 1864 dort errichten ließ, um andernorts keinen politischen Anstoß zu erregen.